# 에이리언 VS. 프레데터 2
에이리언 VS. 프레데터 2(Aliens vs. Predator: Requiem)는 2007년 개봉한 미국의 영화이다.

## 출연
- 스티븐 파스쿠엘 (Steven Pasquale) - 달라스
- 레이코 아일레스워스 (Reiko Aylesworth) - 켈리
- 존 오티즈 (John Ortiz) - 모레일스
- 조니 루이스 (Johnny Lewis) - 리키
- 아리엘 게이드 (Ariel Gade) - 몰리

## 같이 보기
- 에이리언 (시리즈)
- 프레데터 (시리즈)